# Linières-Bouton
Pour les articles homonymes, voir Bouton.
Linières-Bouton est une ancienne commune française située dans le département de Maine-et-Loire, en région Pays de la Loire. Le 15 décembre 2016, la commune devient une commune déléguée au sein de la commune nouvelle de Noyant-Villages.
Ce village rural se situe dans le Baugeois, au sud-ouest de Noyant. Elle était l'une des communes les moins peuplées du département au moment de sa disparition.

## Géographie

### Localisation
Ce village angevin de l'ouest de la France se situe dans l'Est du Baugeois, au sud-ouest de Noyant, sur la route D 62 qui va de Mouliherne (à l'ouest) à La Pellerine (à l'est). Baugé se trouve à 16 km et Saumur à 26 km,. Son territoire est essentiellement rural.
Le Baugeois est la partie nord-est du département de Maine-et-Loire. Elle est délimitée au sud par la vallée de l'Authion et celle de la Loire, et à l'ouest par la vallée de la Sarthe.

### Aux alentours
Les communes les plus proches sont La Pellerine (4 km), Mouliherne (5 km), Méon (5 km), Noyant (6 km), Breil (6 km), Auverse (7 km), Parçay-les-Pins (7 km), Vernantes (8 km), Vernoil-le-Fourrier (8 km) et Dénezé-sous-le-Lude (9 km).

### Topographie, géologie et relief
L'altitude de la commune varie de 44 à 78 mètres, pour une altitude moyenne de 59 mètres, et s'étend sur moins de 10 km2 (989 hectares).
Linières-Bouton se situe sur l'unité paysagère du Plateau du Baugeois. Le relief du Baugeois est principalement constitué d'un plateau, aux terrains sablonneux, siliceux ou calcaires, caractérisés par de larges affleurements sédimentaires, crétacés, sables et calcaires aux teintes claires.
Une partie de la commune est classée en zone Natura 2000, pour le lac de Rillé et les forêts avoisinantes, et en zone naturelle d'intérêt écologique, floristique et faunistique (ZNIEFF), pour la forêt de Pont-Ménard, et les massifs forestiers de La Breille et de La Graine-Sapin.

### Hydrographie
La rivière Le Lathan traverse son territoire, et les forêts de Chandelais, de Monnaie, de Pont Ménard et de La Graine-Sapin, entourent la commune.

### Climat
Le climat angevin est tempéré, de type océanique. Il est particulièrement doux, compte tenu de sa situation entre les influences océaniques et continentales. Généralement les hivers sont pluvieux, les gelées rares et les étés ensoleillés. Le climat du Baugeois est plus continental : plus sec et chaud l'été.

## Urbanisme
Morphologie urbaine : Le village s'inscrit dans un territoire essentiellement rural.
En 2009 on trouve 70 logements dans la commune de Linières-Bouton, dont 61 % sont des résidences principales, pour une moyenne dans le département de 91 %, et dont 84 % des ménages en sont propriétaires. En 2013, on y trouve 66 logements, dont 55 % sont des résidences principales, pour une moyenne dans le département de 90 %, et dont 84 % des ménages en sont propriétaires.

## Toponymie
Formes anciennes du nom : Linerias en 862, Lininieres  au XVIIIe siècle, Linière-Bouton au XIXe siècle, avant de devenir Linières-Bouton.
Le nom de la commune a pour origine Linerias, la linière étant un champ de lin qui fournissait des fibres employées dans le textile, et Bouton le nom d'un ancien fief dont dépendait Linières.
Une autre commune du département comporte « Linières ». Il s'agit de Saint-Jean-de-Linières, dans le canton de Saint-Georges-sur-Loire.
Noms des habitants : les Linièrois.

## Histoire

### Moyen Âge
Une église ou une chapelle, dépendant de Saint-Martin-de-Tours, est mentionnée en 862.

### Ancien Régime
Sous l'Ancien Régime, Linières-Bouton dépend de la sénéchaussée angevine de Baugé, du diocèse d'Angers et de l'archiprêtré de Bourgueil.

### Époque contemporaine
À la réorganisation administrative qui suit la Révolution, la municipalité est rattachée en 1790 au canton de Mouliherne, puis à celui de Noyant. Il est intégré au district de Baugé, puis en 1800 à l'arrondissement de Baugé, et à sa disparition en 1926, à l'arrondissement de Saumur.
Un rapprochement intervient en 2016. Le 15 décembre, les communes de Auverse, Broc, Breil, Chalonnes-sous-le-Lude, Chavaignes, Chigné, Dénezé-sous-le-Lude, Genneteil, Lasse, Linières-Bouton, Meigné-le-Vicomte, Méon, Noyant et Parçay-les-Pins, s'associent pour former la commune nouvelle de Noyant-Villages. Linières-Bouton en devient une commune déléguée.

## Politique et administration

### Administration municipale

#### Administration actuelle
Depuis le 15 décembre 2016, Linières-Bouton constitue une commune déléguée au sein de la commune nouvelle de Noyant-Villages et dispose d'un maire délégué.
| Période                                  | Période  | Identité          | Étiquette | Qualité |
| ---------------------------------------- | -------- | ----------------- | --------- | ------- |
| décembre 2016                            | mai 2020 | Michèle Rohmer    |           |         |
| mai 2020                                 | en cours | Franck Bussonnais |           |         |
| Les données manquantes sont à compléter. |          |                   |           |         |

#### Administration ancienne
La commune est créée à la Révolution. Municipalité en 1790 (Linieres, Linière-Bouton, puis Linières-Bouton). Le conseil municipal est composé de 9 élus.
| Période                                  | Période                   | Identité                         | Étiquette | Qualité |
| ---------------------------------------- | ------------------------- | -------------------------------- | --------- | ------- |
| 1790                                     |                           | Cormier                          |           | curé    |
| an II                                    |                           | Thomas Nourrisson                |           |         |
|                                          | 25 avril 1806 (démission) | Girondeau                        |           |         |
| 4 novembre 1806                          |                           | Ch. Elizabeth Héard de Boissimon |           |         |
| 7 décembre 1815                          |                           | Girondeau                        |           |         |
| 25 mai 1821                              |                           | Jacques Lécureuil                |           |         |
| 23 janvier 1826                          |                           | Thomas Marmin                    |           |         |
| 1834                                     |                           | Paul Girondeau                   |           |         |
| 1842                                     |                           | Ch. de Boissimon                 |           |         |
| 1852                                     |                           | Ernest de Lamotte de Règes       |           |         |
| 1870                                     |                           | Marmin                           |           |         |
| 1878                                     |                           | Jean-Baptiste Roger              |           |         |
| 1896                                     |                           | Paul de Lamotte de Règes         |           |         |
| 1908                                     |                           | Michel Grosbois                  |           |         |
| 1912                                     |                           | Jean d'Achonb                    |           |         |
| mai 1945                                 |                           | Louis Guyon                      |           |         |
| octobre 1947                             |                           | Félix Ramonilo                   |           |         |
| mars 1971                                |                           | Roger Dupernay                   |           |         |
| mars 2001                                | décembre 2016             | Michèle Rohmer,                  |           |         |
| Les données manquantes sont à compléter. |                           |                                  |           |         |

### Jumelages
La commune ne comporte pas de jumelage.

### Ancienne situation administrative

#### Intercommunalité
La commune fait partie jusqu'en 2016 de la communauté de communes canton de Noyant. Créée en 2000, cette structure intercommunale regroupe les quinze communes du canton, dont La Pellerine, Méon et Noyant,. L'intercommunalité est dissoute le 15 décembre 2016.
La communauté de communes est alors membre du Pays des Vallées d'Anjou, structure administrative d'aménagement du territoire comprenant six communautés de communes : Beaufort-en-Anjou, Canton de Baugé, Canton de Noyant, Loir-et-Sarthe, Loire Longué et Portes-de-l'Anjou.
La commune fait également partie du SICTOD Nord Est Anjou, membre du SIVERT, syndicat intercommunal de valorisation et de recyclage thermique des déchets de l'Est Anjou qui se trouve à Lasse, et du SIVU AEP de la région de Noyant pour le traitement de l'eau potable.

#### Autres circonscriptions
Jusqu'en 2014, Linières-Bouton fait partie du canton de Noyant et de l'arrondissement de Saumur. Ce canton compte alors les quinze mêmes communes que celles de la communauté de communes. Dans le cadre de la réforme territoriale, un nouveau découpage territorial pour le département de Maine-et-Loire est défini par le décret du 26 février 2014. La commune est alors rattachée au canton de Beaufort-en-Vallée, avec une entrée en vigueur au renouvellement des assemblées départementales de 2015.
La commune est dans la troisième circonscription de Maine-et-Loire, composée de huit cantons, dont Baugé et Longué-Jumelles. Cette circonscription de Maine-et-Loire est l'une des sept circonscriptions législatives que compte le département.

## Population et société

### Évolution démographique
L'évolution du nombre d'habitants est connue à travers les recensements de la population effectués dans la commune depuis 1793. À partir du 1er janvier 2009, les populations légales des communes sont publiées annuellement dans le cadre d'un recensement qui repose désormais sur une collecte d'information annuelle, concernant successivement tous les territoires communaux au cours d'une période de cinq ans. 
Pour les communes de moins de 10 000 habitants, une enquête de recensement portant sur toute la population est réalisée tous les cinq ans, les populations légales des années intermédiaires étant quant à elles estimées par interpolation ou extrapolation. Pour la commune, le premier recensement exhaustif entrant dans le cadre du nouveau dispositif a été réalisé en 2006,.
En 2014, la commune comptait 84 habitants, en évolution de −8,7 % par rapport à 2009 (Maine-et-Loire : +3,3 %, France hors Mayotte : +2,49 %).
| 1793 | 1800 | 1806 | 1821 | 1831 | 1836 | 1841 | 1846 | 1851 |
| ---- | ---- | ---- | ---- | ---- | ---- | ---- | ---- | ---- |
| 247  | 231  | 216  | 222  | 224  | 233  | 243  | 222  | 247  |

| 1856 | 1861 | 1866 | 1872 | 1876 | 1881 | 1886 | 1891 | 1896 |
| ---- | ---- | ---- | ---- | ---- | ---- | ---- | ---- | ---- |
| 254  | 267  | 287  | 240  | 234  | 254  | 255  | 247  | 250  |

| 1901 | 1906 | 1911 | 1921 | 1926 | 1931 | 1936 | 1946 | 1954 |
| ---- | ---- | ---- | ---- | ---- | ---- | ---- | ---- | ---- |
| 245  | 262  | 235  | 254  | 251  | 246  | 226  | 192  | 187  |

| 1962 | 1968 | 1975 | 1982 | 1990 | 1999 | 2006 | 2011 | 2014 |
| ---- | ---- | ---- | ---- | ---- | ---- | ---- | ---- | ---- |
| 156  | 121  | 107  | 97   | 87   | 93   | 96   | 80   | 84   |

Linières-Bouton est l'une des communes les moins peuplées du département.

### Pyramide des âges
La population de la commune est relativement âgée. Le taux de personnes d'un âge supérieur à 60 ans (33,3 %) est en effet supérieur au taux national (21,6 %) et au taux départemental (21 %). Contrairement aux répartitions nationale et départementale, la population masculine de la commune est supérieure à la population féminine (57,3 % contre 48,4 % au niveau national et 48,6 % au niveau départemental).
| Hommes | Classe d’âge | Femmes |
| ------ | ------------ | ------ |
| 0,0    | 90 ans ou +  | 2,4    |
| 9,1    | 75 à 89 ans  | 19,5   |
| 21,8   | 60 à 74 ans  | 14,6   |
| 25,5   | 45 à 59 ans  | 24,4   |
| 9,1    | 30 à 44 ans  | 19,5   |
| 10,9   | 15 à 29 ans  | 12,2   |
| 23,6   | 0 à 14 ans   | 7,3    |

| Hommes | Classe d’âge | Femmes |
| ------ | ------------ | ------ |
| 0,4    | 90 ans ou +  | 1,2    |
| 6,3    | 75 à 89 ans  | 9,2    |
| 11,8   | 60 à 74 ans  | 13,0   |
| 19,9   | 45 à 59 ans  | 19,4   |
| 20,6   | 30 à 44 ans  | 19,5   |
| 20,3   | 15 à 29 ans  | 19,1   |
| 20,6   | 0 à 14 ans   | 18,6   |

### Vie locale
Services publics présents dans la commune : mairie. Les autres services publics se trouvent à Noyant.
L'hôpital local le plus proche se trouve à Baugé (95 places) ainsi que plusieurs maisons de retraite.
La collecte des déchets ménagers (tri sélectif) est organisée par la Communauté de Communes du canton de Noyant.
Manifestation annuelle : Pique-nique communal au mois de juillet.

## Économie

### Tissu économique
L'activité agricole représente une activité importante sur le territoire, malgré la forte baisse du nombre d'exploitations. En 2008, sur les 15 établissements présents dans la commune, 47 % relèvent du secteur du commerce et des services et 28 % de celui de l'agriculture, en 2009, sur les 14 établissements présents dans la commune, 21 % relèvent du secteur de l'agriculture (pour 18 % dans le département), et en 2010, sur 15 établissements présents dans la commune, 27 % relèvent du secteur de l'agriculture (pour une moyenne de 17 % dans le département), 20 % du secteur de l'industrie, aucun du secteur de la construction, 47 % de celui du commerce et des services et 7 % du secteur de l'administration et de la santé.
Sur 13 établissements présents dans la commune à la fin de l'année 2013, 46 % relèvent du secteur de l'agriculture (pour une moyenne de 12 % dans le département), 15 % du secteur de l'industrie, aucun du secteur de la construction, 31 % de celui du commerce et des services et 8 % du secteur de l'administration et de la santé.

### Agriculture
Liste des appellations présentes sur le territoire : 
- IGP Cidre de Bretagne ou Cidre breton ;
- IGP Bœuf du Maine, IGP Porc de la Sarthe, IGP Volailles de Loué, IGP Volailles du Maine, IGP Œufs de Loué.

## Culture locale et patrimoine

### Lieux et monuments

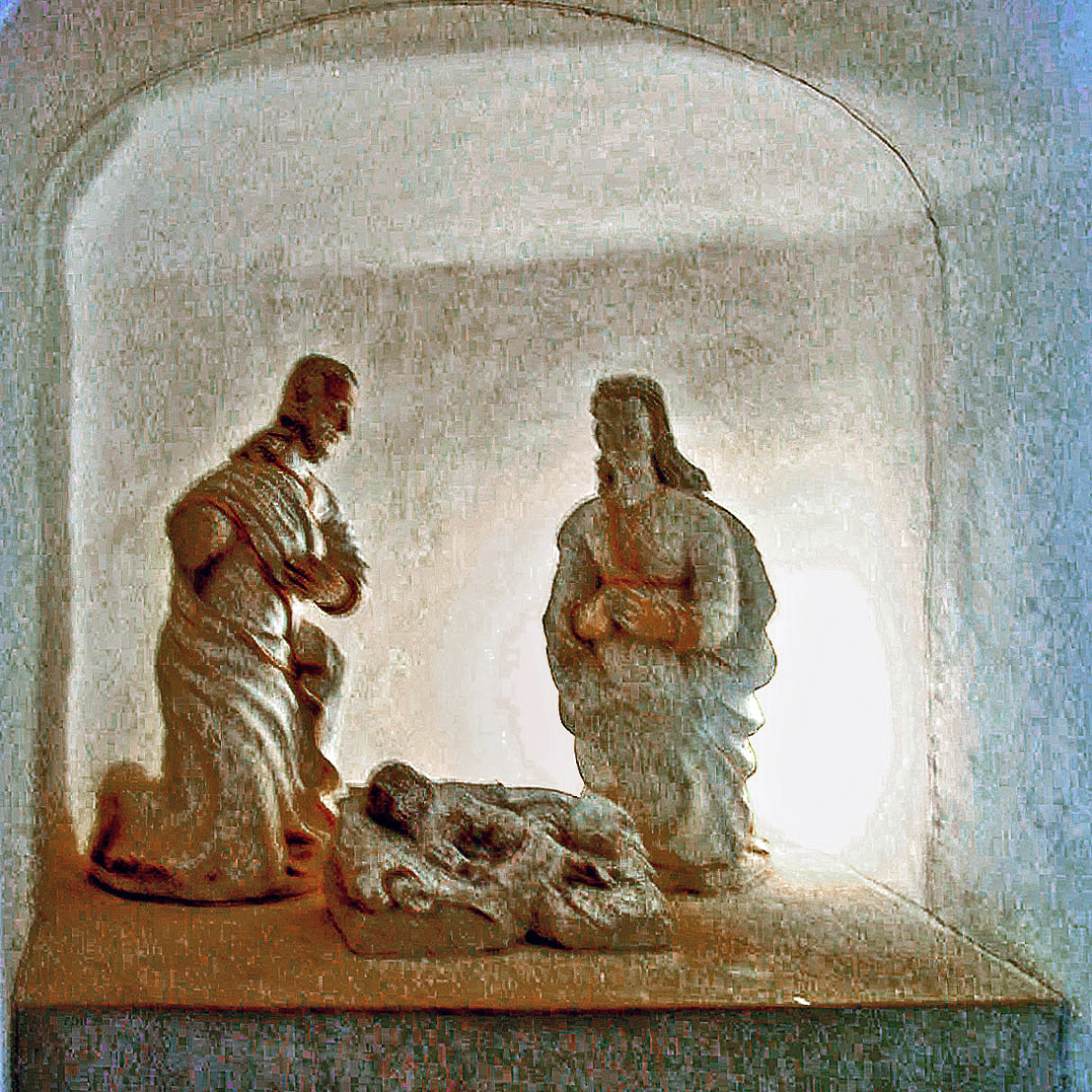
Église Saint-Martin - Nativité.

Bâtiment inscrit aux monuments historiques :
- L'église Saint-Martin-de-Vertou, des XIe, XIIe et XVIIIe siècles, monument historique classé le 1er juin 1965 (PA00109147)[38].

Autres ouvrages inscrits à l'inventaire général du patrimoine culturel :
- La croix de cimetière, du XVIIIe siècle ;
- Le château de Boissimon, des XVe, XVIIe et XVIIIe siècles ;
- Plusieurs maisons et fermes, des XVe, XVIe, XVIIe et XVIIIe siècles ;
- Plusieurs moulins des XVIIe, XVIIIe et XIXe siècles.

### Personnalités liées à la commune
- Paul Kiss (1886-1962), ferronnier d'art, est mort à Linières-Bouton.
- Mariage en 1949 du prince Louis Napoléon dans l'église de Linières-Bouton[11].

## Pour approfondir